# Френкель, Наоми
Наоми Френкель (20 ноября 1918, Берлин — 20 ноября 2009, Тель-а-Шомер, Израиль) — израильская писательница.

## Биография
Наоми родилась в ассимилированной семье. С приходом нацистов к власти в 1933 году Френкель эмигрировала в Иерусалим (выжить удалось далеко не всем членам её семьи).
Училась в сельскохозяйственной школе для девочек в Тальпиоте (район Иерусалима). В 1948 году окончила Еврейский университет в Иерусалиме, где изучала еврейскую историю и религию.
В 1969 году Френкель отредактировала и дополнила своими главами книгу «Страницы дневника» Меира Хар-Циона, одного из самых известных офицеров израильского спецназа.
Роман-трилогия «Шауль и Иоганна» символизирует трагическую любовь немецкого еврейства к своей родине-«мачехе».
В 1972 году вышла её книга для детей «Рахели и зрачок», в 1973 году — роман «Возлюбленный мой и друг мой», в 1982 году — «Дикий цветок».
Вышедший в 1977 году роман для юношества «Юноша, выросший на берегах Аси» посвящён памяти Г. Ашкенази, убитого в ходе Шестидневной войны.
С 1982 по 1996 годы Френкель работала над романом «Утренняя заря», который повествует о судьбе еврейского населения Хеврона с XVI по XX века.
Наоми изучала историю еврейского народа и иудаизм, написала роман об изгнании евреев из Испании в XVI веке и пришла к выводу о невозможности растворения в других народах и странах.
Она восемь лет служила в подразделении морских коммандос — составляла отчеты о боевых операциях на основании показаний очевидцев. За это время, вместе с «рабочим» отчетом, из-под пера Наоми вышло несколько романов. Наоми завершила службу в чине майора.

## Творчество
Творчество писательницы отмечено многими почётными наградами, в том числе премией имени А. Руппина (1956) за 1-ю часть трилогии «Шаул ве-Иоханна», премией имени А. Усышкина (1962) за 2-ю часть трилогии, премией Главы правительства Израиля (1967) за 3-ю часть трилогии, и другими.
В израильско-российском издательстве «Книга-Сефер» вышли в переводе на русский язык Эфраима Бауха романы Н. Френкель:
- дилогия «…Ваш дядя и друг Соломон» и «Дикий цветок»;
- трилогия «Саул и Иоанна». том 1 «Дом Леви», том 2 «Смерть отца», том 3 «Дети».

Известность пришла к Наоми после выхода в свет первого же её романа — «Дом престарелых» (первый из трилогии «Шауль и Иоанна») в 1956 году. За него она получила премию Руппина. После получила премию Усышкина за вторую книгу трилогии — «Смерть отца», премию главы правительства за последнюю часть — «Дети» (1970), премии Соколова для прессы (1971) за рассказ «День, рождённый по счастливой случайности», премию Вальтера Швиммера в области журналистики (1972) и премию Неймана (2005).
Во многом автобиографическая трилогия описывает жизнь большой, богатой, ассимилированной еврейской берлинской семьи и многих людей, втянутых в орбиту её жизни, в 1932—1934 годах.

## Произведения
- שאול ויוהאנה, ספרית פועלים, 1957.
- רחלי והאישון, לילדים, ציירו אורה ואליהו שוורץ, תל אביב, לוין אפשטין, 1972.
- דודי ורעי, תל אביב, עם עובד, 1975.
- צמח בר, עם עובד, 1981.
- ברקאי, ירושלים, גפן, 1999.
- פרדה, ירושלים, גפן, 2003.